# Esther Baezner
Esther Baezner (Fribourg, 19 augustus 1883 - Versoix, 13 september 1948) was een Zwitsers muziekcritica.

## Biografie
Esther Baezner was een dochter van Friedrich Christian Vogel, een bankier, en van Catherine Eugénie Michel. Ze was een zus van Agnes Debrit-Vogel. Ze werd pianiste, was een leerlinge van Rudolf Kradolfer aan het conservatorium van Bern en won een componistenwedstrijd. In 1907 huwde ze Charles Baezner, een arts. Na haar huwelijk gaf ze haar carrière als artiste op en legde ze zich toe op het componeren en de muziekkritiek. Ze was de creatieve geest achter het Eröffnungsspiel op de Schweizerische Ausstellung für Frauenarbeit (SAFFA) in 1928. Haar werk concentreerde ze zich op solidariteit en pacifisme. Van 1918 tot 1931 was ze correspondente voor Der Bund, waar ze zich onderscheidde voor de objectiviteit en de grondigheid van haar analyses. Daarnaast steunde ze ook de feministische beweging.